# Mohammad Bagher Ghalibaf
assinatura
Mohammad Bagher Ghalibaf (em persa: محمدباقر قالیباف, (Mashhad, 23 de agosto de 1961) é um político conservador e ex militar iraniano, que serviu como prefeito de Teerã de 2005 a 2017